# Terminalia pallida
Terminalia pallida är en tvåhjärtbladig växtart som beskrevs av Dietrich Brandis. Terminalia pallida ingår i släktet Terminalia och familjen Combretaceae. Inga underarter finns listade i Catalogue of Life.